# Elecciones federales de Alemania de 1898
Las elecciones parlamentarias de Alemania de 1898 se llevaron a cabo el 16 de junio de 1898. A pesar de que el Partido Socialdemócrata (SPD) recibió la mayoría de votos, el Partido del Centro siguió siendo el partido más grande del Reichstag después de ganar 102 de los 397 escaños, mientras que el SPD ganó sólo 56. La participación electoral fue del 68.1%.

## Resultados
| #  | Partido político      | Votos     | % de votos válidos | Escaños | Variación (escaños) |
| -- | --------------------- | --------- | ------------------ | ------- | ------------------- |
| 1  | SPD                   | 2.107.076 | 27.2%              | 56      | +12                 |
| 2  | Zentrum               | 1.454.042 | 18.8%              | 102     | +6                  |
| 3  | NLP                   | 997.147   | 12.9%              | 48      | -3                  |
| 4  | KP                    | 830.341   | 10.7%              | 53      | -16                 |
| 5  | FVp                   | 558.314   | 7.2%               | 29      | +5                  |
| 6  | DRP                   | 337.601   | 4.4%               | 22      | -6                  |
| 7  | DSRP                  | 215.891   | 2.78%              | 10      | -6                  |
| 8  | FVg                   | 195.682   | 2.5%               | 12      | -1                  |
| 9  | PP                    | 169.037   | 2.2%               | 8       | -6                  |
| 10 | ELP                   | 118.072   | 1.5%               | 11      | +2                  |
| 11 | DtVP                  | 106.396   | 1.4%               | 8       | -3                  |
| 12 | DHP                   | 105.161   | 1.4%               | 9       | +2                  |
| 13 | Otros partidos        | 557.933   | 7.2%               | 29      | -                   |
|    | Votos nulos/en blanco | 34.021    | -                  | -       | -                   |
|    | Total                 | 7.752.693 | 100.0%             | 397     | =                   |

Fuente: Wahlen in Deutschland